# Bathypogon mutilatus
Bathypogon mutilatus là một loài ruồi trong họ Asilidae. Bathypogon mutilatus được Walker miêu tả năm 1855. Loài này phân bố ở miền Australasia.